# SN 2010ko
SN 2010ko – supernowa typu Ia odkryta 5 grudnia 2010 roku w galaktyce NGC 1954. W momencie odkrycia miała maksymalną jasność 16,80m.